# Opel Rekord
Opel Rekord är en personbil, tillverkad i flera olika generationer och utföranden av den tyska biltillverkaren Opel.

## Olympia Rekord (1953–57)
Opel Olympia Rekord introducerades i mars 1953 som en efterträdare till Opel Olympia, vars ursprungliga design togs fram redan 1935. Opel Olympia Rekord byggdes fram till 1957, totalt tillverkades cirka 580 000 bilar.
Versioner:
| Modell | Årsmodell | Motor              | Cylindervolym | Effekt | Bränslesystem   |
| ------ | --------- | ------------------ | ------------- | ------ | --------------- |
|        | 1953-55   | 4-cyl radmotor ohv | 1488 cm³      | 40 hk  | Enkel förgasare |
|        | 1956-57   | 4-cyl radmotor ohv | 1488 cm³      | 45 hk  | Enkel förgasare |

## Rekord P1 (1957-60)
Versioner:
Opel Rekord P1 hette de första två åren Opel Olympia Rekord P. Den presenterades i augusti 1957 och ersatte föregående modellen Opel Olympia Rekord. Den var större än sin föregångare och hade både fram och bak fått panoramafönster som fortsatte runt hörnen. På det sättet efterliknade bilen de populära amerikanska modellerna från GM och även koncernsläktingen Vauxhall Victor FA, som presenterades några månader tidigare.
Opel Rekord P1 var i Västtyskland den näst bäst säljande modellen under de år den fanns, slagen bara av den mindre och billigare Volkswagen typ 1. Modellen blev trots det inte så långlivad, utan ersattes på sommaren 1960 av Rekord P2. Den gamla karossen fortsatte att tillverkas fram till 1962 under namnet Opel 1200, en förenklad lågprisversion. 
Om karossen var ny och modern var tekniken desto äldre. 1500-motorn var i stort sett identisk med den som satt i Opel Olympia 1937.
| Modell | Årsmodell | Motor              | Cylindervolym | Effekt | Bränslesystem   |
| ------ | --------- | ------------------ | ------------- | ------ | --------------- |
| 1500   | 1958-60   | 4-cyl radmotor ohv | 1488 cm³      | 45 hk  | Enkel förgasare |
| 1700   | 1958-60   | 4-cyl radmotor ohv | 1680 cm³      | 55 hk  | Enkel förgasare |
| 1200   | 1959-62   | 4-cyl radmotor ohv | 1205 cm³      | 40 hk  | Enkel förgasare |

## Rekord P2 (1960-63)
Versioner:
| Modell | Årsmodell | Motor              | Cylindervolym | Effekt | Bränslesystem   |
| ------ | --------- | ------------------ | ------------- | ------ | --------------- |
| 1500   | 1961-63   | 4-cyl radmotor ohv | 1488 cm³      | 50 hk  | Enkel förgasare |
| 1700   | 1961-63   | 4-cyl radmotor ohv | 1680 cm³      | 55 hk  | Enkel förgasare |
| 1700 S | 1962-63   | 4-cyl radmotor ohv | 1680 cm³      | 60 hk  | Enkel förgasare |

## Rekord A (1963-65)
Versioner:
| Modell | Årsmodell | Motor              | Cylindervolym | Effekt | Bränslesystem   |
| ------ | --------- | ------------------ | ------------- | ------ | --------------- |
| 1500   | 1963-65   | 4-cyl radmotor ohv | 1488 cm³      | 55 hk  | Enkel förgasare |
| 1700   | 1963-65   | 4-cyl radmotor ohv | 1680 cm³      | 60 hk  | Enkel förgasare |
| 1700 S | 1963-65   | 4-cyl radmotor ohv | 1680 cm³      | 67 hk  | Enkel förgasare |
| L-6    | 1964-65   | 6-cyl radmotor ohv | 2605 cm³      | 100 hk | Enkel förgasare |

## Rekord B (1965-66)
Opel Rekord B fanns bara ett enda år och var en blandning av gammalt och nytt. Karossen var från Rekord A med modifierad front och akterparti. Chassiet var också från Rekord A vilket innebar en stel bakaxel endast upphängd i bladfjädrar. Det helt nya var motorn där kamaxeln hade flyttat upp i topplocket. Vevaxeln var numera lagrad i 5 lager. Motorn fanns från början i 1500, 1700 och 1900 versioner och kom att leva kvar under hela Rekords livstid. Växellådan var fyrväxlad och med golvväxel. Många Rekord B som såldes i Sverige var utrustade med 1900-motorn med tvåportsförgasare på 90 hk och som gav bilen mycket goda prestanda. 
Versioner:
| Modell | Årsmodell | Motor              | Cylindervolym | Effekt | Bränslesystem   |
| ------ | --------- | ------------------ | ------------- | ------ | --------------- |
| 1500   | 1966      | 4-cyl radmotor CIH | 1492 cm³      | 60 hk  | Enkel förgasare |
| 1700 S | 1966      | 4-cyl radmotor CIH | 1698 cm³      | 75 hk  | Enkel förgasare |
| 1900 S | 1966      | 4-cyl radmotor CIH | 1897 cm³      | 90 hk  | Enkel förgasare |
| L-6    | 1966      | 6-cyl radmotor ohv | 2605 cm³      | 100 hk | Enkel förgasare |

## Rekord C (1966–71)
Totalt tillverkades 1 276 681 Rekord C, vilket gör den till den mest framgångsrika Rekordmodellen. Den tillverkades som två- och fyrdörrars sedan, två- och fyrdörrars herrgårdsvagn (Caravan), som skåpbil samt som tvådörrars hardtop coupé. Motoralternativen var rakfyrorna 1500, 1700, 1700 S, 1900 S samt, fram till 1968, en raksexa på 2,2 liter.
En variant av Rekord C var Rekord Sprint coupé, med sportigare ratt och inredning, samt en 1900 H-motor som tack vare de dubbla Weberförgasarna hade 106 hästkrafter, att jämföra med 1900 S som hade 90 hästkrafter. Rekord Sprint hade också, i likhet med Opel Commodore, fembultade fälgar.
Den tidigare Rekord L-6 ersattes 1967 med Opel Commodore, försedd med raksexa och en något högre utrustningsnivå. Den fanns att få som två- och fyrdörrars sedan samt som hardtop coupé.
Tändningslåset i tidiga årgångar av denna modell av Rekord var utformat så att man kunde ta ut nyckeln i två olika lägen, antingen med rattlåset aktiverat eller olåst. Låset såg ut som ett vred. I det olåsta läget kunde man slå på tändningen och starta motorn utan nyckel. Det var praktiskt om man lämnade bilen på verkstad, men naturligtvis mindre stöldsäkert. 
Versioner:
| Modell | Årsmodell | Motor              | Cylindervolym | Effekt | Bränslesystem    |
| ------ | --------- | ------------------ | ------------- | ------ | ---------------- |
| 1500   | 1967-71   | 4-cyl radmotor CIH | 1492 cm³      | 58 hk  | Enkel förgasare  |
| 1700   | 1967-71   | 4-cyl radmotor CIH | 1698 cm³      | 60 hk  | Enkel förgasare  |
| 1700 S | 1967-71   | 4-cyl radmotor CIH | 1698 cm³      | 75 hk  | Enkel förgasare  |
| 1900 S | 1967-71   | 4-cyl radmotor CIH | 1897 cm³      | 90 hk  | Enkel förgasare  |
| 2200   | 1967      | 6-cyl radmotor CIH | 2239 cm³      | 95 hk  | Enkel förgasare  |
| Sprint | 1968-71   | 4-cyl radmotor CIH | 1897 cm³      | 106 hk | Dubbla förgasare |

### Utanför Europa
Rekord C tillverkades också som Chevrolet Opala och Comodoro i Brasilien från 1968 fram till 1992. De försågs med antingen en rakfyra på 2,5 liter eller en raksexa på 4,1 liter, båda av Chevrolets tillverkning. 
Under 1970-talet byggdes en variant av Rekord C i Sydafrika som Ranger.

## Rekord D (1971-77)
Ungefär 1,1 miljoner Rekord D tillverkades. Eftersom namnet Rekord D ofta misstogs för diesel, användes ofta Rekord II istället. Första prototypen blev klar 1971. Motorn fanns i 4 modeller: 1897 cc, 1698 cc och 2068 cc 4-cylindriga bensinmotorer samt en dieselmotor, som till att börja med var på 2,1 liter, men som senare minskades till 2 liter. Dieselmotorn var högre än
bensinvarianterna, så dieselversionen har en upphöjning i huven. Den 6-cylindriga modellen heter Commodore B. Växellådan var som standard en 4-växlad manuell låda men det fanns en 3-stegad TH-180 automatlåda som alternativ.
Versioner:
| Modell | Årsmodell | Motor               | Cylindervolym | Effekt | Bränslesystem   |
| ------ | --------- | ------------------- | ------------- | ------ | --------------- |
| 1700   | 1972-75   | 4-cyl radmotor CIH  | 1698 cm³      | 66 hk  | Enkel förgasare |
| 1700 S | 1972-75   | 4-cyl radmotor CIH  | 1698 cm³      | 83 hk  | Enkel förgasare |
| 1900 S | 1972-75   | 4-cyl radmotor CIH  | 1897 cm³      | 97 hk  | Enkel förgasare |
| 1700   | 1976-77   | 4-cyl radmotor CIH  | 1698 cm³      | 60 hk  | Enkel förgasare |
| 1900   | 1976-77   | 4-cyl radmotor CIH  | 1897 cm³      | 75 hk  | Enkel förgasare |
| 2000 S | 1976-77   | 4-cyl radmotor CIH  | 1979 cm³      | 100 hk | Enkel förgasare |
| 2100 D | 1976-77   | 4-cyl radmotor SOHC | 2068 cm³      | 60 hk  | Dieselmotor     |

## Rekord E (1977-82)
Den Rekord som presenterades som 1977 års modell hade fått en helt ny design med rakare linjer. Karossen uppfattas idag som lite kantig, men den följde tidens mode. Maskinellt skilde den sig inte mycket från föregångaren, och i stort sett var måtten identiska. 2-liters bensinmotor var den vanligaste bestyckningen och den manuella växellådan var antingen 4- eller 5-växlad (4 + elektromagnetisk överväxel) medan den automatiska var 3-stegad. Dieselmotor fanns också som alternativ, en kuriositet var att dieselmodellen hade dubbla batterier för att orka dra igång maskineriet. 
Utrymmen och köregenskaper var tilltalande i den här modellen. Trots bakhjulsdrift med stel axel och relativt måttlig motoreffekt var bilen trevlig att köra oavsett väglag. Stolarna var mycket bekväma och vägegenskaperna förutsägbara och trygga. Nackdelarna var bränsleförbrukning i Volvoklass på de tidiga förgasarmodellerna vilket försvann 1980 när motorn med LE-jetronic insprutning kom, och viss känslighet för rost i framskärmar, skärmkanter och trösklar vilket även det förbättrades 1982 när innerskärmar blev standard fram, då upphörde rosten så gott som helt i framskärmarna. 
Versioner:
| Modell | Årsmodell | Motor               | Cylindervolym | Effekt | Bränslesystem      |
| ------ | --------- | ------------------- | ------------- | ------ | ------------------ |
| 1700   | 1978-82   | 4-cyl radmotor CIH  | 1698 cm³      | 60 hk  | Enkel förgasare    |
| 1900   | 1978-82   | 4-cyl radmotor CIH  | 1897 cm³      | 75 hk  | Enkel förgasare    |
| 2000   | 1978-82   | 4-cyl radmotor CIH  | 1979 cm³      | 90 hk  | Enkel förgasare    |
| 2000 S | 1978-82   | 4-cyl radmotor CIH  | 1979 cm³      | 100 hk | Enkel förgasare    |
| 2000 E | 1978-82   | 4-cyl radmotor CIH  | 1979 cm³      | 110 hk | Bränsleinsprutning |
| 2100 D | 1978-82   | 4-cyl radmotor SOHC | 2068 cm³      | 60 hk  | Dieselmotor        |

## Rekord E2 (1982-86)
Från 1983 års modell fick Opel Rekord en ansiktslyftning med ny front och akter som sänkte luftmotståndet till Cw 0.36, med den kom också en ny typ av plaststötfångare och sidoskyddslister i ett mycket starkt och segt material som var nästan oförstörbara. Formgivningen anknöt till den nya Opel Kadett E och Ascona C med sin neddragna grill mellan strålkastarna, som var lätt kilformade. 
Mekaniskt var modellen i stort sett oförändrad, men en ny 5-växlad växellåda med konventionell mekanisk växling som ersatte den tidigare 4-växlade med elektromagnetisk överväxel, lanserades som tillval. Årsmodell 1986 blev den sista för Opel Rekord, och då var den försedd med bland annat låsningsfria ABS bromsar och en ny 2.2 liters motor som kom 1985, en version av den gamla 2.0 motorn, denna gav Rekord mycket fina prestanda med 0-100 km/h på 9.8 sek. och låg bensinförbrukning, alla bensinmotorer från årsmodell 1985 kunde köras på blyfri bensin. 1987 avlöstes den av den nya modellen Opel Omega.
Versioner:
| Modell | Årsmodell | Motor               | Cylindervolym | Effekt | Bränslesystem      | Anmärkning  |
| ------ | --------- | ------------------- | ------------- | ------ | ------------------ | ----------- |
| 1.8    | 1983-86   | 4-cyl radmotor SOHC | 1796 cm³      | 75 hk  | Enkel förgasare    |             |
| 1.8 S  | 1983-86   | 4-cyl radmotor SOHC | 1796 cm³      | 90 hk  | Enkel förgasare    |             |
| 2.0 S  | 1983-86   | 4-cyl radmotor CIH  | 1979 cm³      | 100 hk | Enkel förgasare    |             |
| 2.0 E  | 1983-84   | 4-cyl radmotor CIH  | 1979 cm³      | 110 hk | Bränsleinsprutning |             |
| 2.3 D  | 1983-86   | 4-cyl radmotor SOHC | 2260 cm³      | 65 hk  | Dieselmotor        |             |
| 2.2 i  | 1985-86   | 4-cyl radmotor CIH  | 2182 cm³      | 115 hk | Bränsleinsprutning |             |
| 2.3 TD | 1985-86   | 4-cyl radmotor SOHC | 2260 cm³      | 83 hk  | Turbodiesel        |             |
| 1.8 i  | 1986      | 4-cyl radmotor SOHC | 1796 cm³      | 100 hk | Bränsleinsprutning | Katalysator |

## Bilder

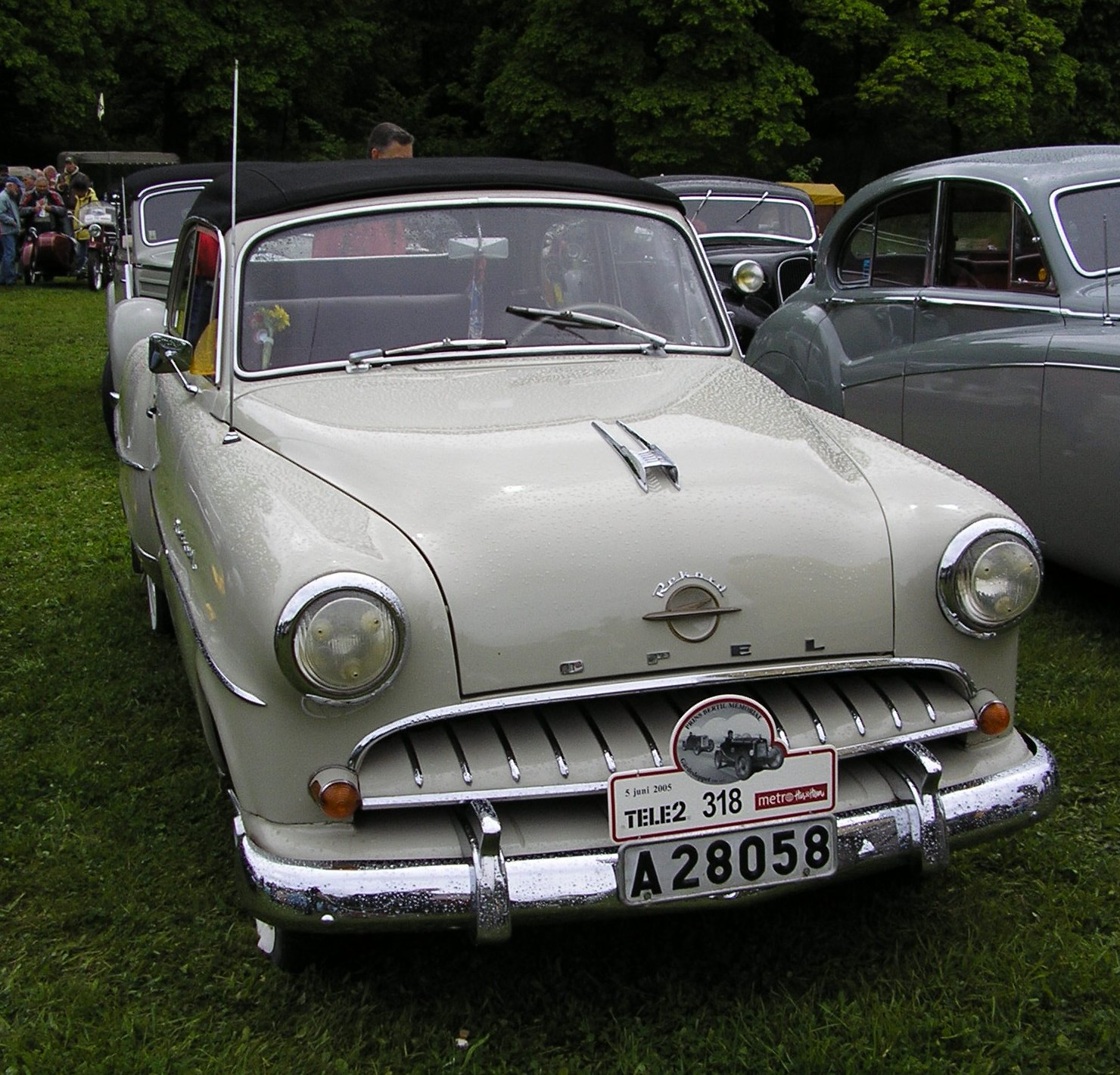
Olympia Rekord
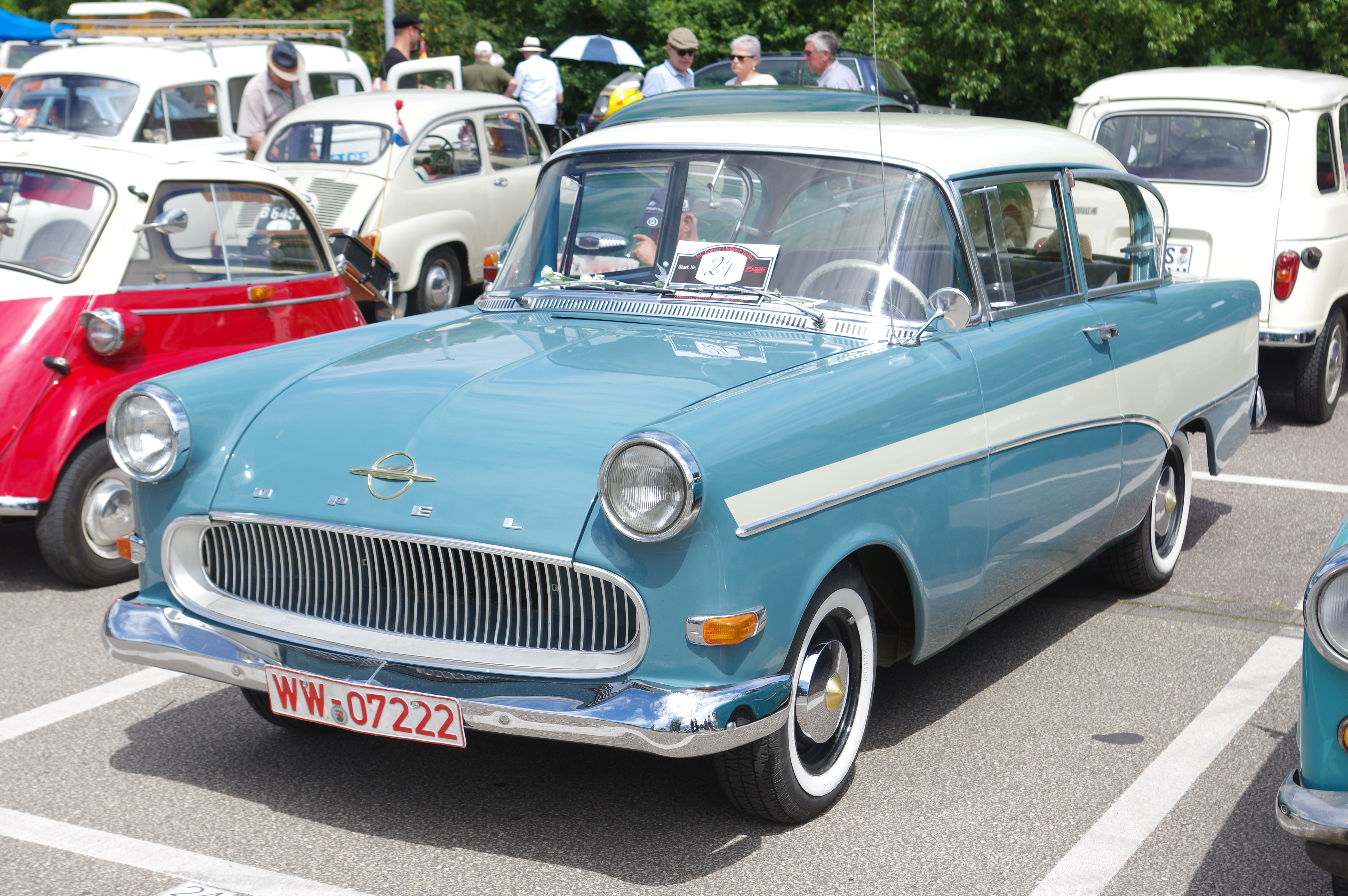
Rekord P1
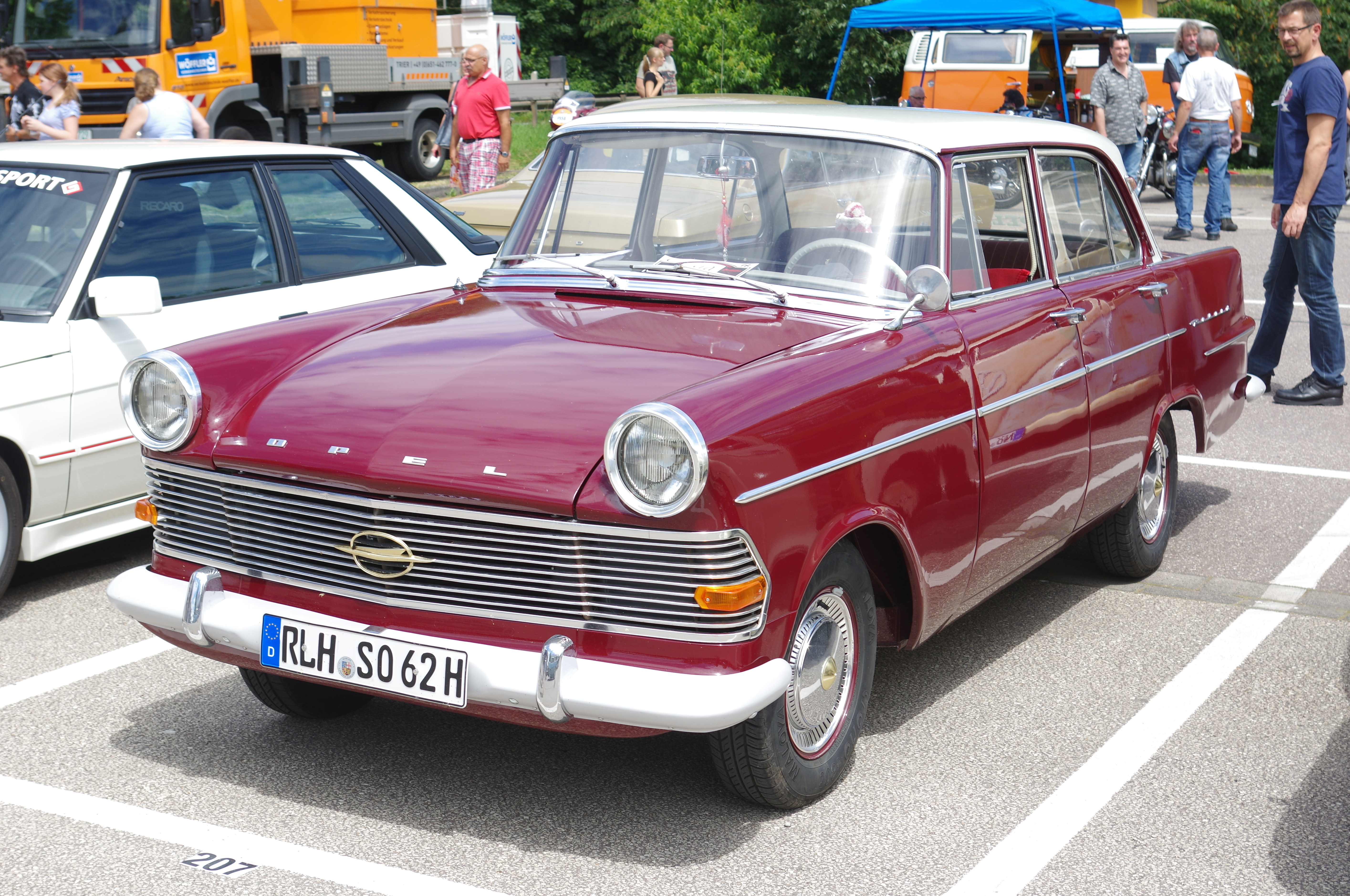
Rekord P2
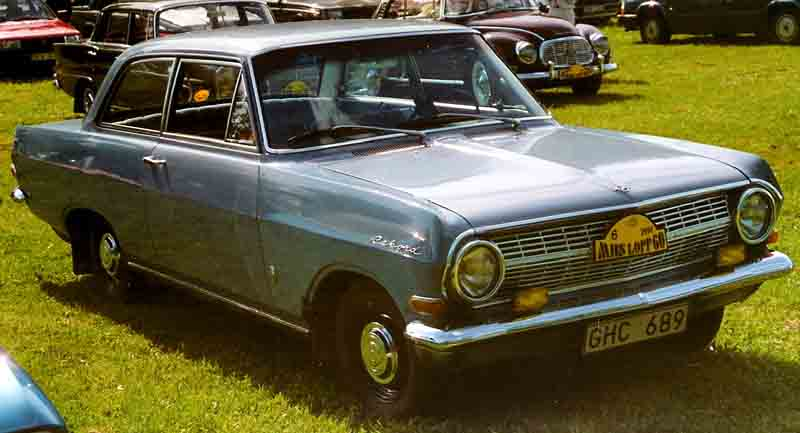
Rekord A
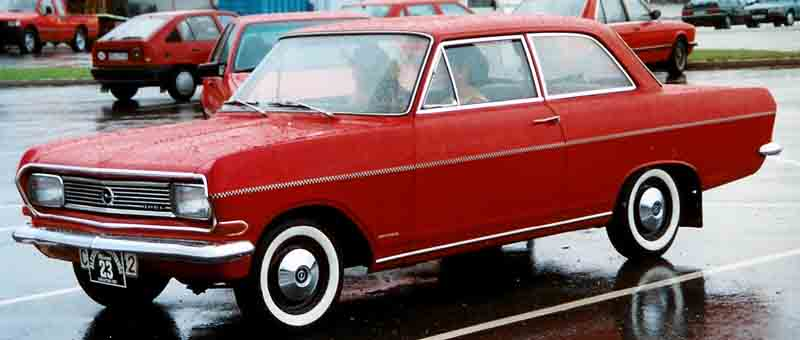
Rekord B
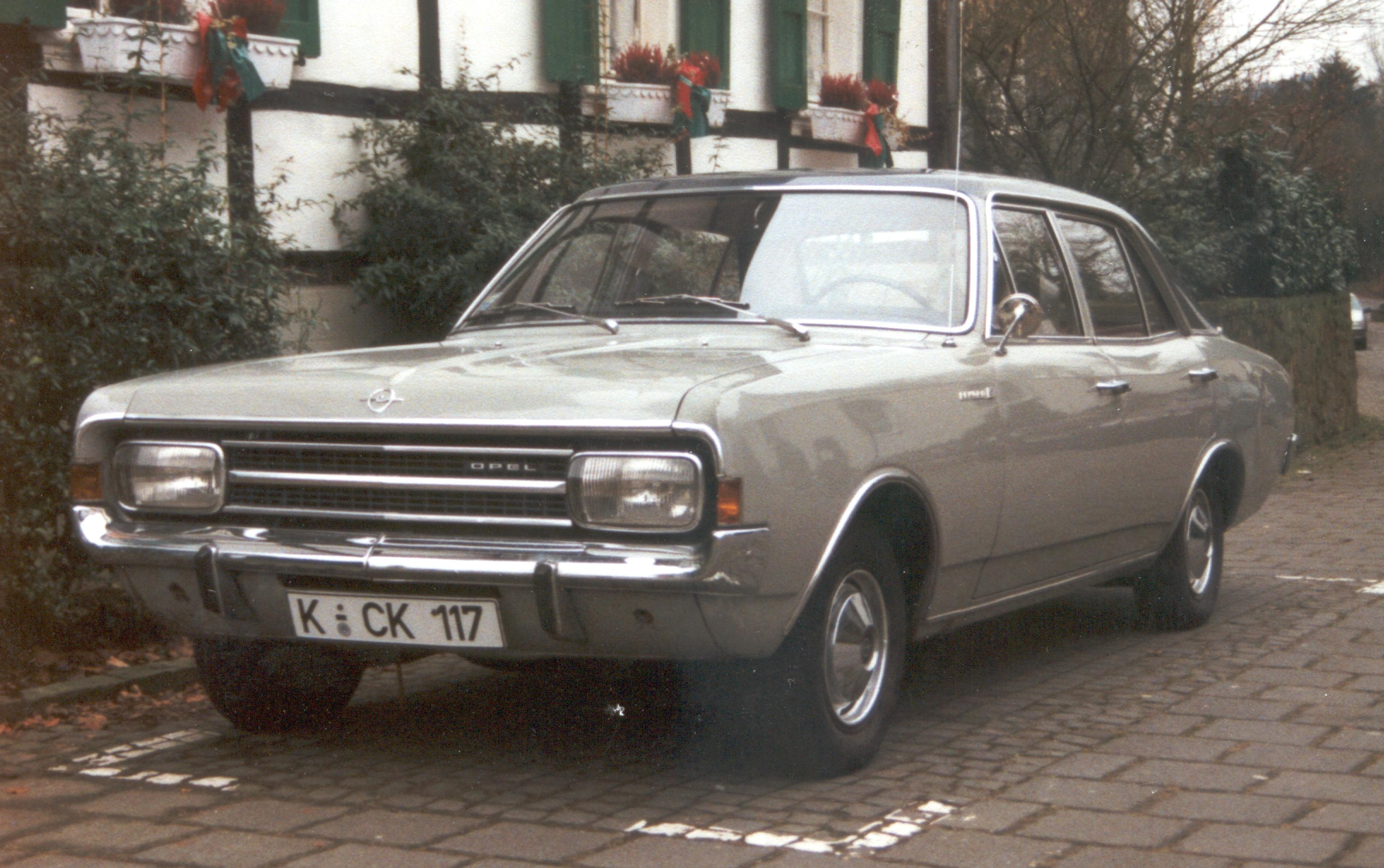
Rekord C
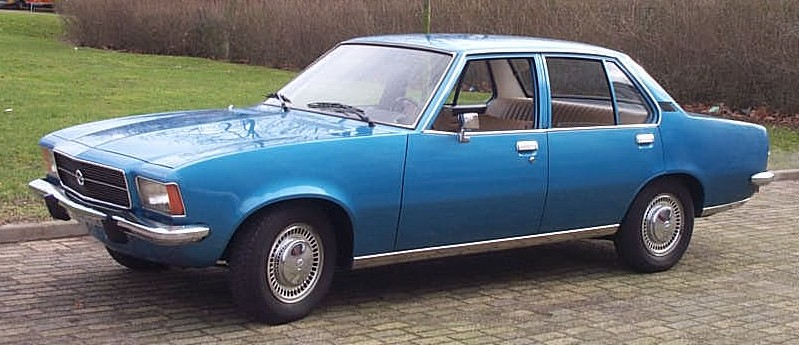
Rekord D
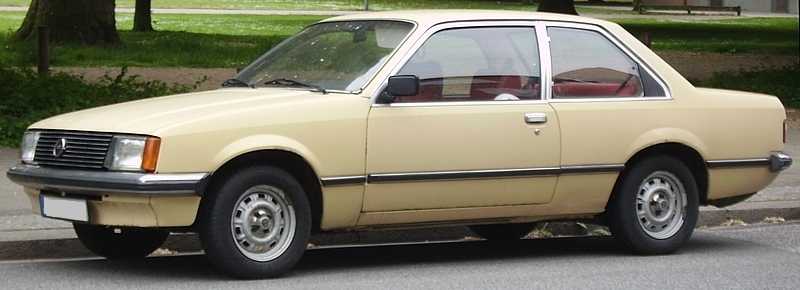
Rekord E
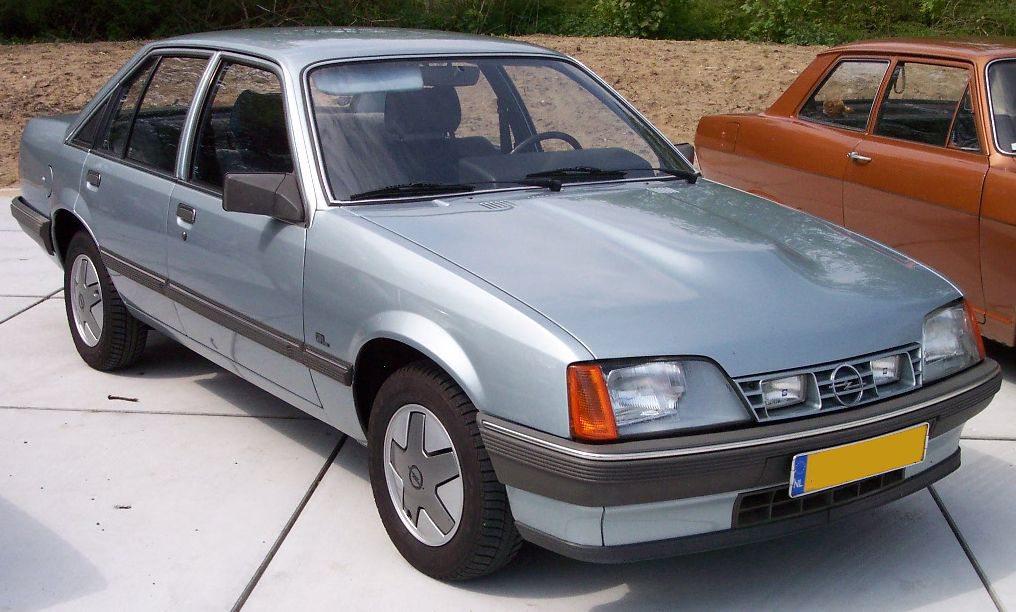
Rekord E2